# Dansk Melodi Grand Prix 2019
A 2019-es Dansk Melodi Grand Prix egy dán zenei verseny, melynek keretén belül a közönség és a zsűri kiválasztotta, hogy ki képviselje Dániát a 2019-es Eurovíziós Dalfesztiválon, Tel-Avivban. A 2019-es Dansk Melodi Grand Prix volt a negyvenkilencedik dán nemzeti döntő.
Az élő műsorsorozatba ezúttal is tíz dal versenyzett az Eurovíziós Dalfesztiválra való kijutásért. A sorozat ismét egyfordulós volt; csak egy döntőt rendeznek, 2019. február 23-án, ahol a közönség és a szakmai zsűri döntött mindenről. A verseny során először idén Grönland is közvetítette a nemzeti döntőt, illetve az ottani nézők is szavazhattak.
A verseny győztese Leonora lett, aki Love Is Forever (magyarul: A szerelem örök) című dalával képviseli az országot Tel-Avivban.

## Helyszín
Immáron ötödjére rendezte Herning városa, valamint másodjára adott otthont a Jyske Bank Boxen a versenynek. Legutoljára 2017-ben rendezte ugyanez a helyszín a versenyt, amikor Anja Nissen nyert a Where I Am című dalával. Anja végül 20. helyen végzett Kijevben.
| Dánia Herning |

## A műsorvezetők
A 2019-es műsor házigazdái Johannes Nymark és Kristian Gintberg voltak. Johannes már 2016-ban részt vett, mint versenyző a műsorban. Azonban nem egyedül, hanem csapatával, a Lighthouse X-el és dalukkal, melynek címe Soldiers of Love (magyarul: A szerelem harcosai) volt amellyel meg is nyerték a válogatót, így ők képviselték Dániát a 2016-os Eurovíziós Dalfesztiválon Stockholmban. A csapat végül utolsóelőtti (17.) helyen végzett az elődöntőben 34 ponttal. Johannes számára nem lesz kihívás vezetni a válogatót, hiszen 2017-ben és 2018-ban is ő vezette Annette Heick-el közösen. Johannes mellett Kristian-nak se lesz újdonság a műsor, hiszen tavaly a kicsik közt megrendezett Dansk Melodi Grand Prix-t vezette.

## A résztvevők
A DR 2019. január 31-én délután jelentette be az élő műsorba jutottak névsorát egy sajtótájékoztató során, melyet az ország fővárosában, Koppenhágában, A DR Koncerthuset-ben tartottak meg.
| Előadó          | Dal                          | Nyelv                      | Szerző(k)                                                                                 |
| --------------- | ---------------------------- | -------------------------- | ----------------------------------------------------------------------------------------- |
| Humørekspressen | Dronning af Baren            | dán                        | Christian Kroman, Søren Schou, Chang Il Kim, Peter Lützen                                 |
| Jasmin Gabay    | Kiss Like This               | angol, spanyol             | Lise Cabble, Clara Sofie Fabricius, Fredrik Sonefors                                      |
| Julie & Nina    | League of Light              | angol, grönlandi           | Julie Berthelsen, Nina Kreutzmann Jørgensen, Marcus Winther-John, Joachim Ersgaard        |
| Leeloo          | That Vibe                    | angol                      | Laurell Barker, Ludvig Hilarius Brygmann, Maria Marcus                                    |
| Leonora         | Love Is Forever              | angol, dán, francia, német | Lise Cabble, Melanie Wehbe, Emil Lei                                                      |
| Marie Isabell   | Dancing with You in My Heart | angol                      | Greg C. Curtis, Miguel Garcia, Petrus Wessman, John Ballard                               |
| Rasmus Faartoft | Hold My Breath               | angol                      | Martin Skriver, Tim Schou, Thomas Agerholm, Sebastian Owens, Benjamin Rønn, Marcus Elkjer |
| Sigmund         | Say My Name                  | angol                      | Christoffer Stjerne, Abigail F. Jones                                                     |
| Simone Emilie   | Anywhere                     | angol                      | Jeanette Bonde, Fred Miller, Fredrik Sonefors                                             |
| Teit Samsø      | Step It Up                   | angol                      | Christoffer Stjerne, Lise Cabble, Nanna Larsen                                            |

## Döntő
A döntőt február 23-án rendezte a DR tíz előadó részvételével Herningben, a Jyske Bank Boxenben. A végeredményt a nézők és a szakmai zsűri szavazatai alakították ki. Első körben a három legtöbb szavazatot kapott előadót kihirdetik, majd nekik még egyszer elő kellett adniuk dalaikat. A dalok elhangzáza alatt újra nyitották a szavazást, majd az utolsó dal után lezárták és egyesével kihírdették százalékos formában, hogy ki hányadik helyen végzett.
| #  | Előadó          | Dal                          | Helyezés     |
| -- | --------------- | ---------------------------- | ------------ |
| 1  | Simone Emilie   | Anywhere                     | Kiesett      |
| 2  | Jasmin Gabay    | Kiss Like This               | Kiesett      |
| 3  | Rasmus Faartoft | Hold My Breath               | Kiesett      |
| 4  | Marie Isabell   | Dancing with You in My Heart | Kiesett      |
| 5  | Sigmund         | Say My Name                  | Továbbjutott |
| 6  | Humørekspressen | Dronning af Baren            | Kiesett      |
| 7  | Julie & Nina    | League of Light              | Továbbjutott |
| 8  | Teit Samsø      | Step It Up                   | Kiesett      |
| 9  | Leonora         | Love is Forever              | Továbbjutott |
| 10 | Leeloo          | That Vibe                    | Kiesett      |

## Szuperdöntő
| # | Előadó       | Dal             | Zsűri | Nézők | Összesen | Helyezés |
| - | ------------ | --------------- | ----- | ----- | -------- | -------- |
| 1 | Sigmund      | Say my name     | 14%   | 9%    | 23%      | 3.       |
| 2 | Julie & Nina | League of Light | 12%   | 23%   | 35%      | 2.       |
| 3 | Leonora      | Love Is Forever | 24%   | 18%   | 42%      | 1.       |

## Az Eurovíziós Dalfesztiválon
Dániának 2019-ben is rész kell vennie az elődöntőben. 2019. január 28-án kisorsolták az elődöntők felosztását, a dán előadó a második elődöntő első felében fog fellépni.